# William Dalrymple
William Dalrymple (né le 20 mars 1965 en Écosse) est un historien britannique. 

## Travaux
William Dalrymple s'est fait connaître par ses travaux sur l'Inde, le Pakistan, le Moyen-Orient, le monde musulman et les premiers chrétiens d'Orient. Il s'est tout particulièrement spécialisé dans l'histoire des Indes britanniques. Ses travaux sur la révolte des Cipayes de 1857, qui ont donné lieu à la publication du Dernier Moghol se sont appuyés sur des documents inédits en persan et en ourdou conservés notamment à Delhi. Il a également travaillé sur la rivalité franco-anglaise au XVIIIe siècle pour le contrôle de Hyderabad (Le Moghol blanc).
William Dalrymple partage sa vie entre sa maison de campagne de Mehrauli près de New Delhi, en Inde, et la Grande-Bretagne (Londres et Édimbourg). Il travaille actuellement à une histoire de l'Empire moghol en plusieurs volumes.